# Затис (стадіон)
«Затис» — футбольний стадіон в с. Горностаївка Новотроїцького району Херсонської області. Домашня арена ФК «Мир».